# Volksschule Dittwar
Die Volksschule Dittwar ist eine ehemalige Volksschule mit Grundschule und Sekundarstufe in Dittwar, einem Stadtteil von Tauberbischofsheim im Main-Tauber-Kreis im nordöstlichen Baden-Württemberg.

## Geschichte

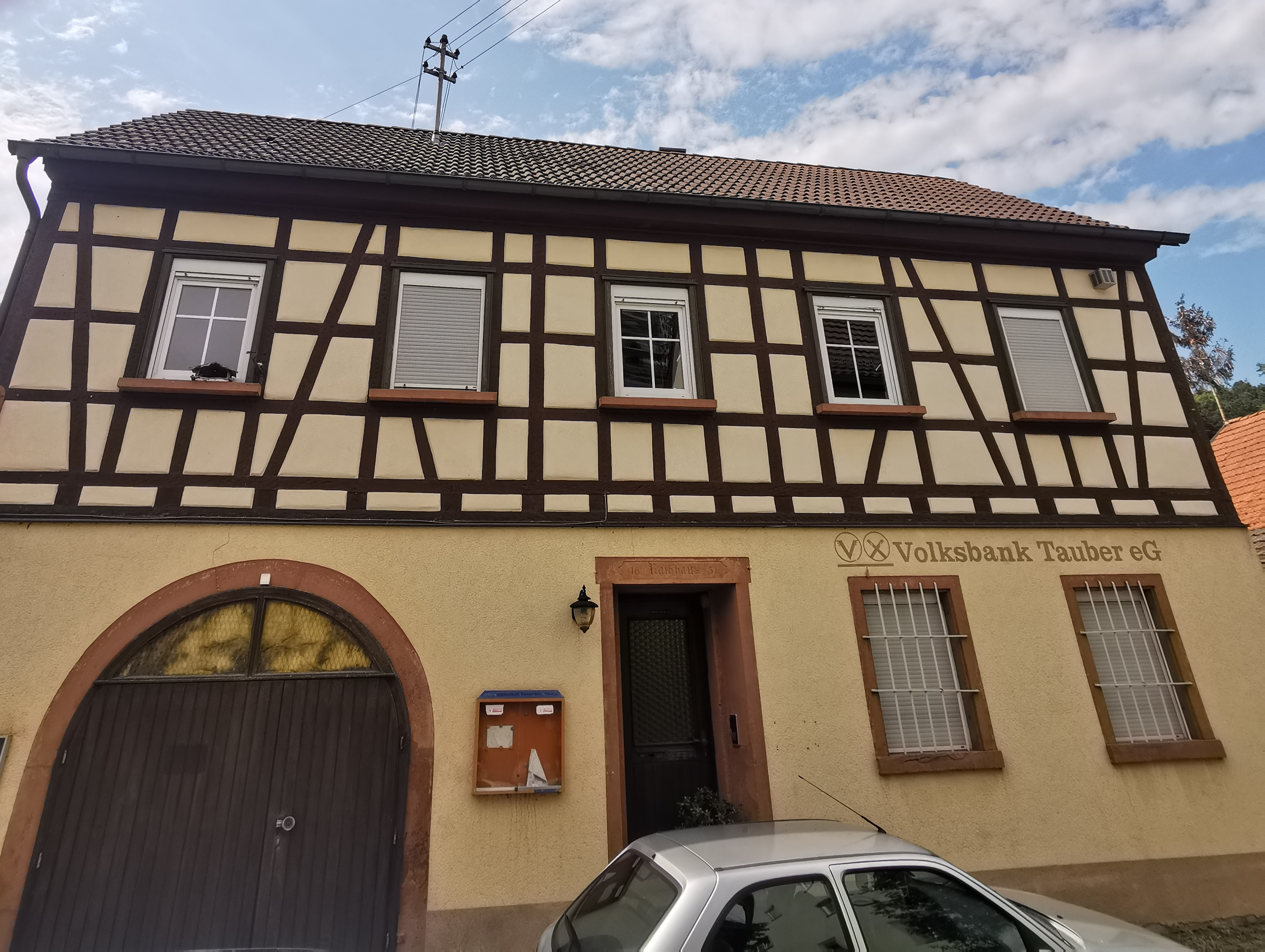
Das alte Dittwarer Rathaus, Laurentiusstraße 1, diente als zweites von vier bekannten Schulgebäuden im Ort

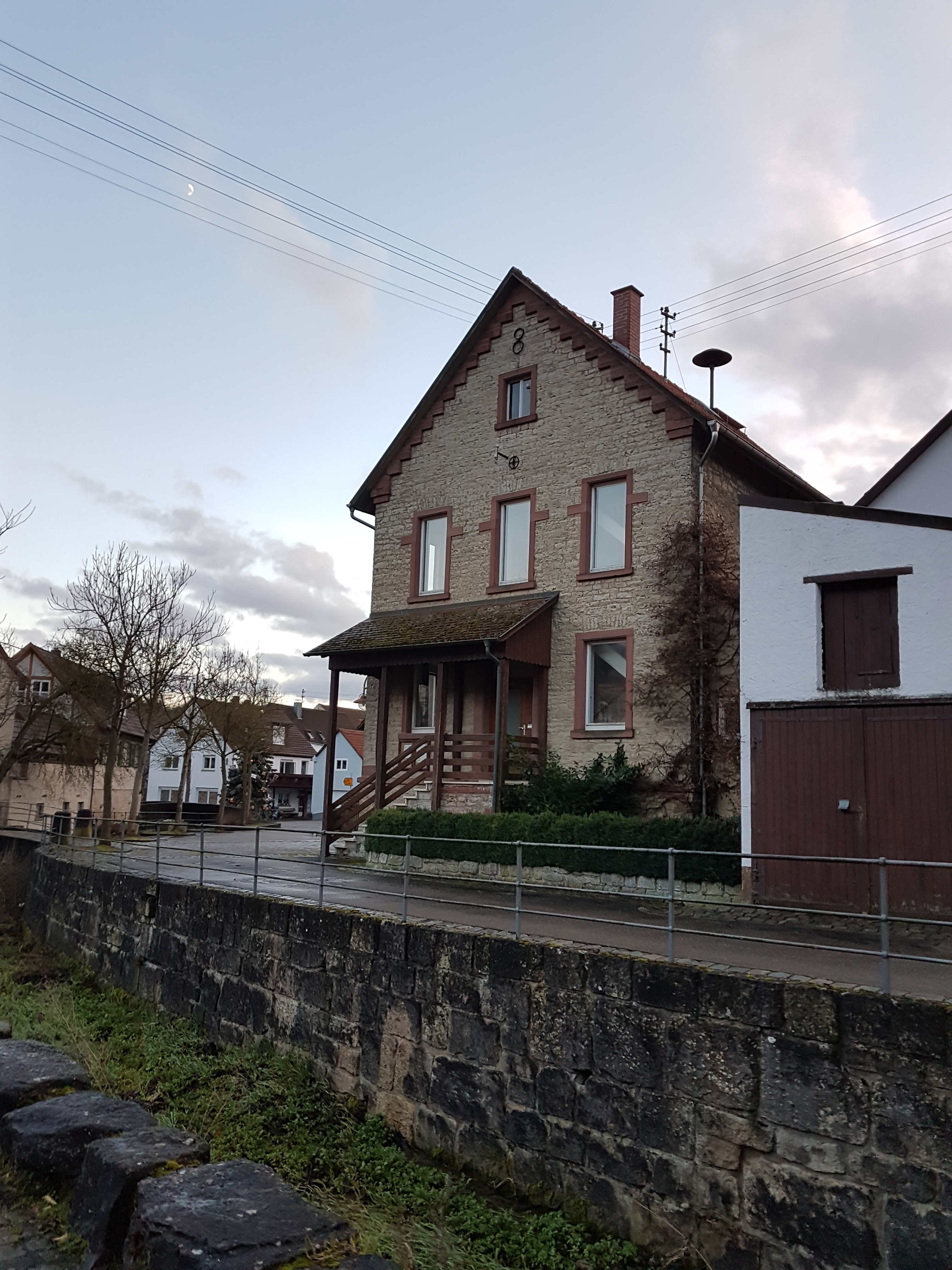
Das Obergeschoss des neuen Dittwarer Rathauses, Laurentiusstraße 9, diente als drittes von vier bekannten Schulgebäuden im Ort

### Schule
Das genaue Gründungsdatum der Dittwarer Schule ist nicht bekannt. Es lässt sich jedoch eine jahrhundertelange Tradition einer eigenständigen Schule im Ort belegen. Auch das Jahr, ab dem die Schule die Bezeichnung Volksschule trug, ist nicht bekannt. Dieser Name setzte sich jedoch seit der Mitte des 19. Jahrhunderts für die Schulen der Umgebung anstelle der früheren Bezeichnungen immer mehr durch.
Eines der ersten Schulgebäude befand sich im Haus gegenüber dem alten Rathaus in der Laurentiusstraße 2 (⊙). Danach wurde die Schule nebenan im 1857 erbauten alten Dittwarer Rathaus in der Laurentiusstraße 1 (⊙) untergebracht. Das alte Rathaus diente später als Volksbank und Wohnhaus, heute nur noch als Wohnhaus. Die Dittwarer Schule wurde in der Folge in zwei Sälen im Obergeschoss des neuen Rathauses in der Laurentiusstraße 9 (⊙) untergebracht.
Die ersten Schulgebäude und Lehrerwohnungen des Dorfes waren in keinem guten Zustand und galten als schlecht ausgestattet. Für den Bau und die Unterhaltung der Schulgebäude war in Dittwar kaum Geld vorhanden. Diese Verhältnisse änderten sich erst im Jahre 1961 grundlegend, als ein neu errichtetes Schulgebäude am Schulweg 5 (⊙) und kurze Zeit später ein Lehrer‐Doppelwohnhaus eingeweiht werden konnte. Erstmals wurden für den schulischen Bedarf optimale räumliche Verhältnisse geschaffen. Nur wenige Jahre darauf wurden jedoch die Schüler der Sekundarstufe I (ab der 5. Klasse) von Dittwar nach Tauberbischofsheim abgezogen, sodass nur noch die Grundschüler im Ort unterrichtet wurden. Im Zuge der Durchführung eines Schulentwicklungsplanes wurde schließlich im Jahre 1975 – gegen den starken Widerstand der hiesigen Eltern – die örtliche Grundschule geschlossen. Alle schulpflichtigen Kinder mussten in der Folge die Schulen in Tauberbischofsheim besuchen. Mit der Auflösung wurde ein Schlusspunkt unter die jahrhundertelange Tradition einer selbständigen Schule in Dittwar gesetzt.
Nach der Auflösung der Schule wurden die Trennwände der ehemaligen Klassenzimmer entfernt, die Lehrerwohnungen wurden verkauft und das Schulgebäude zur Laurentiushalle umgebaut. Im Jahre 1980 konnte im ehemaligen Schulgebäude die Laurentiushalle eingeweiht werden, die bis heute als Versammlungs- und Veranstaltungsort dient.

### Schülerzahlen
Die Schülerzahlen entwickelten sich an der Volksschule Dittwar wie folgt: 1758 (118 Schüler), 1892 (152 Schüler), 1934 (140 Schüler) und 1950 (118 Schüler).

## Schularten und Abschlüsse
Die Schüler der Schule konnten nach der Grundschule einst in insgesamt neun Jahren den Hauptschulabschluss erwerben. In den letzten Jahren vor der Schließung bestand im neuen Schulgebäude (heutige Laurentiushalle) nur noch ein Grundschulzweig mit vier Schuljahren.